# Kadamanahalli, Byadgi
Kadamanahalli là một làng thuộc tehsil Byadgi, huyện Haveri, bang Karnataka, Ấn Độ.